# Zackenrand-Zwergspanner
Der Zackenrand-Zwergspanner (Idaea emarginata), auch Eckrandiger Kleinspanner oder Auen-Kleinspanner genannt ist ein Schmetterling aus der Familie der Spanner (Geometridae).

## Merkmale
Die Falter erreichen eine Flügelspannweite von 19 bis 23 Millimetern, die Weibchen sind im Durchschnitt etwas kleiner als die Männchen. Der Flügelrand von Vorder- und Hinterflügeln ist gewellt bis gezackt. Zeichnung und Färbung sind etwas variabel. Die Flügel sind in der Grundfarbe sandfarben bis hellbraun, die Weibchen sind oft sogar orangefarben. Auf den Vorderflügeln sind zwei deutlich ausgeprägte Querlinien vorhanden, auf den Hinterflügeln nur die äußere Querlinie. Zwischen den beiden Querlinien befindet sich ein diffuser dunkelbrauner Bereich, der sogenannte Mittelschatten, der auch nahezu fehlen kann. Er ist auch auf den Hinterflügeln vorhanden. Im Mittelfeld sind deutliche Diskalflecke ausgebildet. Die Randlinie auf Vorder- und Hinterflügeln ist braun und nicht unterbrochen.
Das etwas unregelmäßig-ovale Ei trägt auf der Außenseite ein leicht unregelmäßiges hexagonales Netzmuster. Es ist zunächst rotgelb bis rotbraun und wird später an beiden Ende und im Zentrum etwas dunkler.
Die Raupe ist relativ kompakt mit deutlichen Einschnürungen. Sie wird zum Vorderende hin etwas schlanker. Die Oberfläche weist feine Warzen und kurze Borsten auf. Die dunkle Rückenlinie ist zweigeteilt, die zwei Linien schließen eine feine helle Linie zwischen sich ein. Die Bauchseite ist olivbraun, der Kopf relativ klein und dunkelbraun gefärbt.
Die Puppe ist rötlich mit einer glänzenden Oberfläche. Die Flügelscheiden heben sich mit ihrer grünlichen Färbung deutlich ab. Das zehnte Rumpfsegment ist deutlich dunkler. Sie 7,6 mm lang und misst 2,8 mm im Durchmesser. Der Kremaster ist etwa so lang wie er am Ansatz breit ist. Es sind vier Paar hakenförmige Borsten vorhanden, die jedoch kürzer sind als der Kremaster lang.

## Geographische Verbreitung
Der Verbreitungsschwerpunkt der Art ist mittel- und westeuropäisch. Sie kommt bis in den Süden der Britischen Inseln, Südskandinavien und Südfinnland, im Osten Europas bis an den Ural vor. Sie fehlt in Norditalien und Bulgarien. Außerhalb von Europa wurde die Art schon im Altaigebirge, in Turkmenistan, Westsibirien und dem Kaukasus nachgewiesen.

## Lebensraum
Der Zackenrand-Zwergspanner kommt in Feuchtgebieten, in Mooren und feuchten Mischwäldern, auf Wiesen und im Kulturland vor. Die Art kommt am häufigsten in kleinen Birkenwäldchen am Rande von verlandenden Mooren vor, mit reichlich Bewuchs von Blauem Pfeifengras (Molinia caerulea). Ausnahmsweise wird sie auch auf trockenen Sandflächen beobachtet. In vielen Gebieten, etwa den Mittelgebirgen, ist die Art selten oder fehlt ganz. Die vertikale Verbreitung erstreckt sich vom Flachland bis in etwa 600 Meter Seehöhe, in den Südalpen auch bis 1.300 Meter.

## Lebensweise
Die Art bildet eine Generation pro Jahr aus, deren Falter von Juni bis August fliegen. In günstigen Regionen kann auch eine unvollständige zweite Generation auftreten. Die Männchen schlüpfen etwa zwei Wochen vor den Weibchen. Die Falter ruhen tagsüber in der Vegetation, können jedoch leicht aufgescheucht werden. Sie werden in der Dämmerung und frühen Nacht aktiv. Sie werden von künstlichen Lichtquellen nur mäßig angezogen und kommen nur gelegentlich ans Licht. Sie werden gelegentlich auch am Köder beobachtet.
Die Raupen sind polyphag wachsen relativ langsam und fressen unter anderem an Winden (Convolvulus), Birken (Betula), Erlen (Alnus), Hasel, (Corylus), Labkräutern (Galium), Wegerichen (Plantago), Fetthennen (Sedum), Besenginster (Cytisus scoparius), Rubus, Vogelknöteriche (Polygonum) und Kleiner Sauerampfer (Rumex acetosella). In der Zucht wurden auch schon folgende Pflanzen verfüttert: Gewöhnlicher Löwenzahn (Taraxacum officinale), Vogelknöterich (Polygonum aviculare), Gewöhnliches Greiskraut (Senecio vulgaris) und Gartensalat (Lactuca sativa). Die Raupen überwintern.

## Systematik
Die Art wurde 1758 von Carl von Linné unter dem ursprünglichen Namen Phalaena Geometra emarginata erstmals wissenschaftlich beschrieben. Sie wurde anschließend noch unter sechs weiteren Namen beschrieben, die damit Synonyme sind.

## Gefährdung
Die Art ist in Deutschland nicht gefährdet.